# كارلوس مايا بينتو
كارلوس مايا بينتو (بالبرتغالية: Carlos Henrique da Silva Maia Pinto‏) هو سياسي برتغالي، ولد في 5 يونيو 1866 في بورتو في البرتغال، وتوفي في 2 نوفمبر 1932 في البرتغال. انتخب وزير.